# (15788) 1993 SB
(15788) 1993 SB è un oggetto transnettuniano risonante. Scoperto nel 1993, presenta un'orbita caratterizzata da un semiasse maggiore pari a 39,663016 UA e da un'eccentricità di 0,325636, inclinata di 1,936252° rispetto all'eclittica.
Senza considerare Plutone, è stato uno dei primi oggetti di questo tipo scoperti (preceduto di due giorni dal (385185) 1993 RO e di un giorno dal 1993 RP), e il primo ad avere un'orbita calcolata abbastanza bene da ricevere un numero. La scoperta è stata fatta nel 1993 all'osservatorio del Roque de los Muchachos con il Isaac Newton Telescope. Si sa molto poco dell'oggetto. Anche la stima del diametro è di circa 130 km, basata su un'albedo presunta di 0,09.